# Дишан-Кала
Дешан-Кала (узб. Dishan Qal'a) — название исторического «внешнего» города Хивы.
В Хиве существовало традиционное разделение города на две обособленные друг от друга части: внутренний город (шахристан) — Ичан-Кала (буквально: внутренний оборонительный круг) и внешний город (рабад) — Дешан-Кала (внешний оборонительный круг). В отличие от Ичан-Калы, сохранившей свой внешний облик практически полностью, от внешних оборонительных стен остались только некоторые ворота, в частности ворота Кош-Дарваза, в 500 метрах от Северных ворот Ичан-Кала (Багча-Дарваза), а также ворота Хазарасп-Дарваза и Гандимьян-дарваза. Аллакули-хан возвел внешний оборонительный вал в 1842 году для защиты от набегов йомудов (одно из туркменских племен). Согласно поэту и переводчику Агахи, Аллакули-хан построил стены Дешан-Кала за 3 года, заставив всех своих подчиненных работать по 12 дней в году бесплатно. Более 200 тысяч человек приняли участие в строительстве стены. Габариты внешнего вала были следующими: длина — 5650 м, высота — 6-8 метров, толщина у основания — 4-6 м. Интересно откуда было взято так много глины для постройки стен. Исследования показали, что глина была добыта в двух километрах севернее от города, на территории, называемой Говук-куль; сейчас там есть большое озеро. И сегодня, как и прежде местная глина отличного качества используется современными гончарами. Легенда гласит, что когда пророк Мухаммад строил Медину, использовалась глина из этих мест, и озеро, появившееся позже, принято считать святым.

## Конструкция и функциональное назначение
Оборонительные валы внешнего и внутреннего «кругов» изготавливались из самана (кирпич, высушенный на солнце, размером 40х40х10 см). Через определённый промежуток в стенах возводились оборонительные башни, выступающие за пределы стен. В верхней части стен имелись зубчатые перила с узкими амбразурами, для стрельбы по врагу во время осады. В системе оборонительных укреплений имелись рвы, наполненные водой. Все ворота закрывались на ночь.
Городские ворота также были частью защитной системы. На примере сохранившихся ворот видно, что они имеют «ударные» башни расположенные по обе стороны арочных проездов, а над воротами имеются также смотровые галереи. Проезд за арками ворот в сторону города покрывался арочной крышей (Кой-Дарваза) или, если коридор очень длинный, несколькими куполами. По сторонам коридоров ведущих в город располагались купольные комнаты, в которых жили часовые, располагалась таможня, судья, а иногда и тюрьма.
В восточных городах, ворота и входы в общественные здания и частные дома всегда имели большое значение: чем впечатляюще они выглядят, тем больший почёт и признание имеет город, здания и их автор. Поэтому ворота были и остаются важной частью городского дизайна. Ворота украшались красивыми, разноцветными кафельными плитками и аятами из Корана. Иногда на воротах писали тексты, например хвалу хану, или фрагменты из поэм.

## Ворота Дешан-Калы
Стены Дешан-Калы имели 10 ворот:

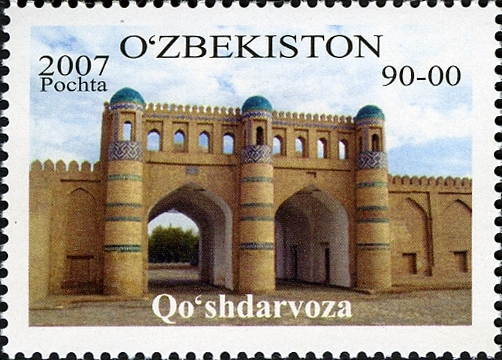
Кош-Дарваза на почтовой марке Узбекистана

- 1. Хазарасп-Дарваза расположены в северо-восточной части города. Через эти ворота проходит дорога в Янгиарык, Ханка и Хазарасп.
- 2. Пишканык были расположены на востоке и взяли своё название от близлежащего кишлака. Они также назывались Кумьяска, потому что махалля (жилой квартал) с таким же названием находился у ворот.
- 3. Ангарык были расположены на западе и также получили название благодаря близлежащему кишлаку. Дорога, проходившая через эти ворота, вела к Багишамал — летней резиденции Алла-Кули-хана.
- 4. Шихлар, южные ворота, названые в честь махали, находившейся рядом. До установления советской власти, весь доход от этих ворот передавался в мавзолей Пахлаван Махмуд.
- 5. Тозабаг юго-западные ворота, дорога через них вела ко второй летней резиденции (Феруз) Мухаммад Рахимхана.
- 6. Шахимардан, западные ворота, взявшие своё название от кладбища Шахимардан.
- 7. Дашьяк, северо-западные ворота, названные в честь соседнего кишлака.
- 8. Кош-Дарваза, северные ворота, названные так потому, что они двойные (кош). Их также называли ворота Ургенч, так как дорога в Ургенч проходила через них.
- 9. Гадайлар, северные ворота, взявшие своё название от соседней махалли.
- 10. Гандимьян, северные ворота, названные в честь близлежащего кишлака.

### Гандимьян-Дарваза (1842—1970)
Названы в честь близлежащего кишлака, где в 1873 году был подписан Гандимьянский договор, сделавший Хивинское ханство частью Российской империи. Ворота были снесены, и на их месте построен хлопкоочистительный завод. Ворота Гандимьян были полностью восстановлены в 1970 году по старым чертежам и фотографиям.

### Хазарасп-Дарваза (XIX век)
Были вновь отстроены по приказу Аллакулихана в 1842 году из жженого кирпича при постройке стен Дешан-Кала. Ворота состоят из двух больших смотровых башен, расположенных по сторонам широкого проезда на дороге к Янгиарыку. Над проездом расположена арочная галерея с перилами по бокам, верх которых украшен зубцами. Хотя это единственная декоративная деталь ворот, сооружение производит впечатление выразительностью форм. Ворота соединяют Хиву с населенными пунктами Янгиарык, Багат, Ханки и Хазарасп. Размер: по плану 23,5×6,5 м; высота: 12,2 м.

### Кош-Дарваза (1912)
Северные ворота Дешан-Кала на дороге в Ургенч, построены в начале XX-го века. Фасад имеет три цилиндрические башни, с двумя арочными проездами между ними и традиционной галереей с зубчатыми перилами. Служебные комнаты расположены по обеим сторонам от проездов. Главный фасад ворот украшен мозаикой на башнях. Маленькие купола башен оформлены голубой плиткой. Размер: по плану: 25×17 м; высота: 9,45 м.